# 947
947 (CMXLVII) je bilo navadno leto, ki se je po julijanskem koledarju začelo na petek.

## Dogodki
- 1. januar

## Rojstva
- Al-Kadir, abasidski kalif († 1031)